# Roz-Landrieux
Roz-Landrieux is een gemeente in het Franse departement Ille-et-Vilaine (regio Bretagne). De plaats maakt deel uit van het arrondissement Saint-Malo. Roz-Landrieux telde op 1 januari 2022 1.376 inwoners.

## Geografie
De oppervlakte van Roz-Landrieux bedroeg op 1 januari 2022 18,1 vierkante kilometer; de bevolkingsdichtheid was toen 76 inwoners per km².

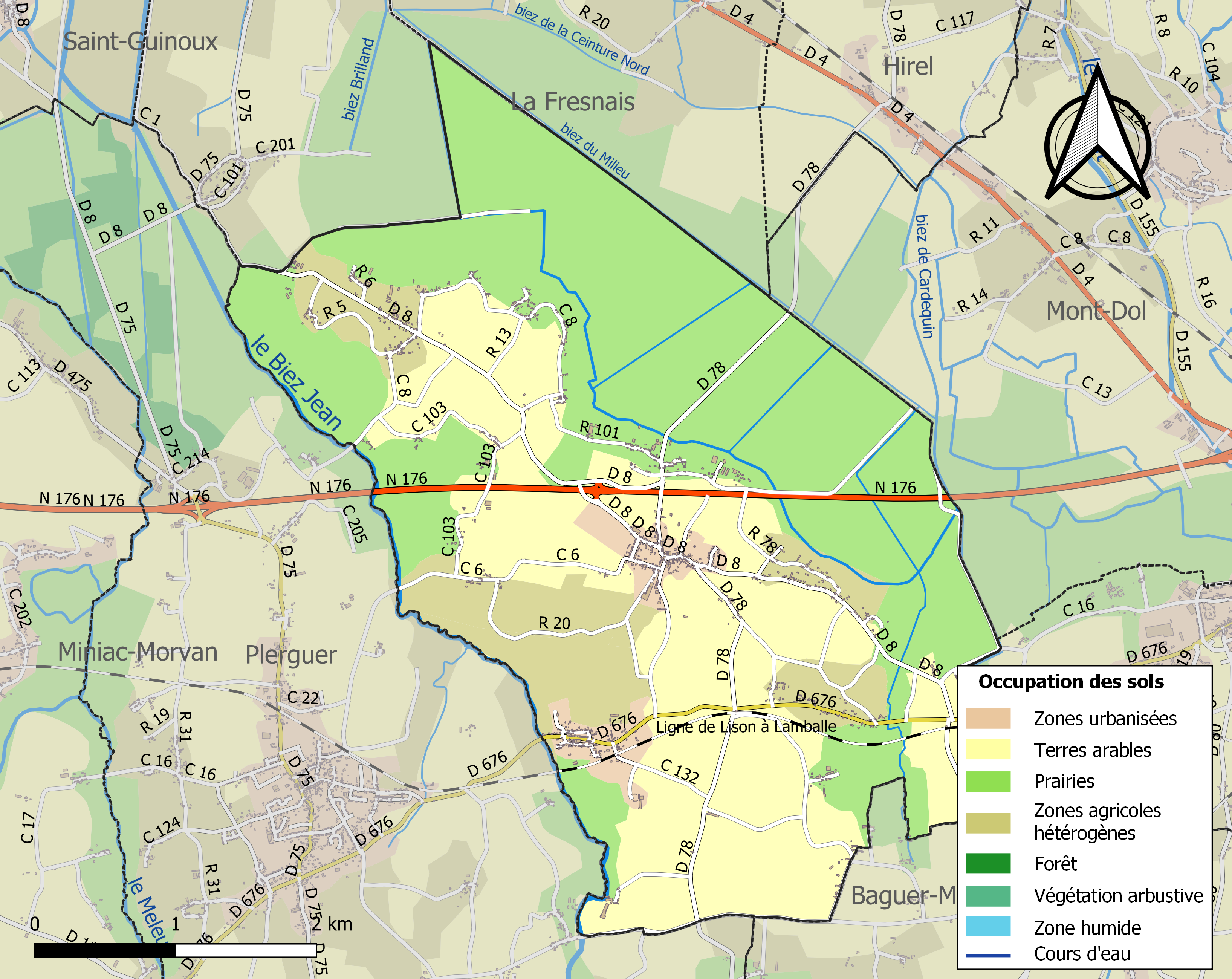
Kaart van de gemeente met belangrijkste infrastructuur, bodemgebruik en omliggende gemeenten

## Demografie
Onderstaande figuur toont het verloop van het inwonertal, bron: INSEE-tellingen. 